# Anton Dolenc (kapitan)
Anton Dolenc, slovenski pomorski častnik, kapitan bojne ladje v avstro-ogrski vojni mornarici in potopisec, * 31. oktober 1871, Lož, † 1. december 1920, Split.
Anton Dolenc se je kot kadet na vojaški ladji od leta 1890 do 1891 udeležil plovbe okoli sveta. O plovbi je zapustil pomembno pričevanje. Sistematično je zbiral razglednice krajev in fotografije, med katerimi imajo zlasti tiste, ki jih je verjetno posnel sam, veliko dokumentarno vrednost. Okoli 250 jih hrani Pomorski muzej v Piranu. Leta 1892 je v Ljubljanskem zvonu objavil potopis Okoli sveta, ki je nato v skrajšani obliki izšel tudi v Slovenskem narodu. Drugi njegovi spisi so ostali v rokopisu.